# Blattnasen
Die Blattnasen (Phyllostomidae) sind eine auf Amerika beschränkte Familie der Fledermäuse (Microchiroptera). Es handelt sich um eine vielgestaltige, artenreiche Gruppe, die rund 50 Gattungen und 150 Arten umfasst. Die bekanntesten Vertreter sind wohl die Vampirfledermäuse (Desmodontinae).

## Verbreitung
Blattnasen sind in den tropischen und subtropischen Regionen Amerikas beheimatet. Ihr Verbreitungsgebiet reicht von den südlichen USA bis in das nördliche Argentinien und schließt auch die Westindischen Inseln mit ein.

## Beschreibung
Namensgebendes Merkmal ist ein bei den meisten Arten vorhandenes Nasenblatt, das zum Lenken von Ultraschalllauten zur Echoortung dient. Dieses hat eine einfache lanzenförmige Struktur und ist einfacher gebaut als etwa bei den altweltlichen Hufeisennasen (Rhinolophidae) oder Großblattnasen (Megadermatidae). Andere Arten haben höcker- oder warzenförmige Strukturen am Kinn. Bei Arten, die sich von Früchten oder Nektar ernähren, ist das Nasenblatt zurückgebildet, diese Tiere haben stattdessen vorgestreckte Schnauzen und lange Zungen entwickelt. Die Tiere haben zwischen 26 und 32 Zähne, die je nach Ernährung unterschiedlich geformt sind.
Die Größe der Blattnasen variiert erheblich, neben etlichen sehr kleinen Arten gehört auch die Große Spießblattnase (Vampyrum spectrum), mit 200 Gramm Gewicht und 90 Zentimeter Spannweite eine der größten Fledermäuse überhaupt, zu dieser Gruppe. Das Fell der meisten Arten ist rötlich, grau oder braun gefärbt, es gibt aber auch eine weiße Art, die Weiße Fledermaus (Ectophylla alba); darüber hinaus haben mehrere Arten weiße Streifen am Rücken oder im Gesicht.

## Lebensweise
Blattnasen bewohnen eine Vielzahl von Lebensräumen, von Regenwäldern bis zu Wüstengebieten. Die meisten Arten sind nachtaktiv, als Schlafplätze dienen ihnen Höhlen, Felsspalten, Tierbaue, hohle Baumstämme, aber auch menschengemachte Behausungen wie Minen, Tunnel oder Gebäude. Einige Arten errichten sich auch zeltförmige Unterschlupfe aus großen Blättern. Viele Arten schlafen in großen Gruppen, manche auch alleine. Manche Arten in kühleren Gebieten halten einen Winterschlaf, andere wandern während der Wintermonate in wärmere Gebiete.

## Nahrung
Blattnasen haben unterschiedlichste Ernährungsgewohnheiten. Viele Arten sind Insektenfresser, einige größere Arten verzehren auch kleine Wirbeltiere. Andere nehmen Nektar oder Pollen zu sich und spielen eine wichtige Rolle bei der Befruchtung der Pflanzen, wieder andere verzehren Früchte. Es gibt auch omnivore Arten. Eine unter Säugetieren einzigartige Ernährungsweise haben die Vampirfledermäuse entwickelt, die ausschließlich Blut zu sich nehmen.

## Fortpflanzung
Die meisten Arten bringen einmal im Jahr ein einzelnes Jungtier zur Welt. Eine verzögerte Einnistung, wie sie bei anderen Fledermäusen beobachtet wurde, dürfte es bei den Blattnasen nicht geben.

## Systematik
Trotz vieler Untersuchungen ist die Systematik der Blattnasen noch nicht restlos geklärt. Acht Unterfamilien können unterschieden werden:
- Vampirfledermäuse (Desmodontinae)
- Lanzennasen (Phyllostominae)
- Fruchtvampire (Stenodermatinae)
- Kurzschwanzblattnasen (Carolliinae)
- Antillen-Fruchtvampire (Brachyphyllinae)
- Antillen-Blütenfledermäuse (Phyllonycterinae)
- Lonchophyllinae
- Blütenfledermäuse (Glossophaginae)

Andere Systematiken gehen von nur vier Unterfamilien aus, in diesem Konzept werden die Kurzschwanzblattnasen (als Carolliini) den Fruchtvampiren und die Antillen-Fruchtvampire (als Brachyphyllini), die Antillen-Blütenfledermäuse (als Phyllonycterini) und die Lonchophyllinae (als Lonchophyllini) den Blütenfledermäusen zugeordnet.
Phylogenetisch stehen die Vampirfledermäuse den übrigen Blattnasen gegenüber, die Verwandtschaftsverhältnisse lassen sich in folgendem Diagramm darstellen:
|  | Fruchtvampire (Stenodermatinae)     |
|  |                                     |
|  | Kurzschwanzblattnasen (Carolliinae) |
|  |                                     |

|  | Antillen-Fruchtvampire (Brachyphyllinae)      |
|  |                                               |
|  | Antillen-Blütenfledermäuse (Phyllonycterinae) |
|  |                                               |

|  | Lonchophyllinae                    |
|  |                                    |
|  | Blütenfledermäuse (Glossophaginae) |
|  |                                    |

|  | Antillen-Fruchtvampire (Brachyphyllinae)      |
|  |                                               |
|  | Antillen-Blütenfledermäuse (Phyllonycterinae) |
|  |                                               |

|  | Lonchophyllinae                    |
|  |                                    |
|  | Blütenfledermäuse (Glossophaginae) |
|  |                                    |

|  | Fruchtvampire (Stenodermatinae)     |
|  |                                     |
|  | Kurzschwanzblattnasen (Carolliinae) |
|  |                                     |

|  | Antillen-Fruchtvampire (Brachyphyllinae)      |
|  |                                               |
|  | Antillen-Blütenfledermäuse (Phyllonycterinae) |
|  |                                               |

|  | Lonchophyllinae                    |
|  |                                    |
|  | Blütenfledermäuse (Glossophaginae) |
|  |                                    |

|  | Antillen-Fruchtvampire (Brachyphyllinae)      |
|  |                                               |
|  | Antillen-Blütenfledermäuse (Phyllonycterinae) |
|  |                                               |

|  | Lonchophyllinae                    |
|  |                                    |
|  | Blütenfledermäuse (Glossophaginae) |
|  |                                    |

|  | Fruchtvampire (Stenodermatinae)     |
|  |                                     |
|  | Kurzschwanzblattnasen (Carolliinae) |
|  |                                     |

|  | Antillen-Fruchtvampire (Brachyphyllinae)      |
|  |                                               |
|  | Antillen-Blütenfledermäuse (Phyllonycterinae) |
|  |                                               |

|  | Lonchophyllinae                    |
|  |                                    |
|  | Blütenfledermäuse (Glossophaginae) |
|  |                                    |

|  | Antillen-Fruchtvampire (Brachyphyllinae)      |
|  |                                               |
|  | Antillen-Blütenfledermäuse (Phyllonycterinae) |
|  |                                               |

|  | Lonchophyllinae                    |
|  |                                    |
|  | Blütenfledermäuse (Glossophaginae) |
|  |                                    |

|  | Fruchtvampire (Stenodermatinae)     |
|  |                                     |
|  | Kurzschwanzblattnasen (Carolliinae) |
|  |                                     |

|  | Antillen-Fruchtvampire (Brachyphyllinae)      |
|  |                                               |
|  | Antillen-Blütenfledermäuse (Phyllonycterinae) |
|  |                                               |

|  | Lonchophyllinae                    |
|  |                                    |
|  | Blütenfledermäuse (Glossophaginae) |
|  |                                    |

|  | Antillen-Fruchtvampire (Brachyphyllinae)      |
|  |                                               |
|  | Antillen-Blütenfledermäuse (Phyllonycterinae) |
|  |                                               |

|  | Lonchophyllinae                    |
|  |                                    |
|  | Blütenfledermäuse (Glossophaginae) |
|  |                                    |

|  | Fruchtvampire (Stenodermatinae)     |
|  |                                     |
|  | Kurzschwanzblattnasen (Carolliinae) |
|  |                                     |

|  | Antillen-Fruchtvampire (Brachyphyllinae)      |
|  |                                               |
|  | Antillen-Blütenfledermäuse (Phyllonycterinae) |
|  |                                               |

|  | Lonchophyllinae                    |
|  |                                    |
|  | Blütenfledermäuse (Glossophaginae) |
|  |                                    |

|  | Antillen-Fruchtvampire (Brachyphyllinae)      |
|  |                                               |
|  | Antillen-Blütenfledermäuse (Phyllonycterinae) |
|  |                                               |

|  | Lonchophyllinae                    |
|  |                                    |
|  | Blütenfledermäuse (Glossophaginae) |
|  |                                    |

|  | Fruchtvampire (Stenodermatinae)     |
|  |                                     |
|  | Kurzschwanzblattnasen (Carolliinae) |
|  |                                     |

|  | Antillen-Fruchtvampire (Brachyphyllinae)      |
|  |                                               |
|  | Antillen-Blütenfledermäuse (Phyllonycterinae) |
|  |                                               |

|  | Lonchophyllinae                    |
|  |                                    |
|  | Blütenfledermäuse (Glossophaginae) |
|  |                                    |

|  | Antillen-Fruchtvampire (Brachyphyllinae)      |
|  |                                               |
|  | Antillen-Blütenfledermäuse (Phyllonycterinae) |
|  |                                               |

|  | Lonchophyllinae                    |
|  |                                    |
|  | Blütenfledermäuse (Glossophaginae) |
|  |                                    |

|  | Fruchtvampire (Stenodermatinae)     |
|  |                                     |
|  | Kurzschwanzblattnasen (Carolliinae) |
|  |                                     |

|  | Antillen-Fruchtvampire (Brachyphyllinae)      |
|  |                                               |
|  | Antillen-Blütenfledermäuse (Phyllonycterinae) |
|  |                                               |

|  | Lonchophyllinae                    |
|  |                                    |
|  | Blütenfledermäuse (Glossophaginae) |
|  |                                    |

|  | Antillen-Fruchtvampire (Brachyphyllinae)      |
|  |                                               |
|  | Antillen-Blütenfledermäuse (Phyllonycterinae) |
|  |                                               |

|  | Lonchophyllinae                    |
|  |                                    |
|  | Blütenfledermäuse (Glossophaginae) |
|  |                                    |

|  | Fruchtvampire (Stenodermatinae)     |
|  |                                     |
|  | Kurzschwanzblattnasen (Carolliinae) |
|  |                                     |

|  | Antillen-Fruchtvampire (Brachyphyllinae)      |
|  |                                               |
|  | Antillen-Blütenfledermäuse (Phyllonycterinae) |
|  |                                               |

|  | Lonchophyllinae                    |
|  |                                    |
|  | Blütenfledermäuse (Glossophaginae) |
|  |                                    |

|  | Antillen-Fruchtvampire (Brachyphyllinae)      |
|  |                                               |
|  | Antillen-Blütenfledermäuse (Phyllonycterinae) |
|  |                                               |

|  | Lonchophyllinae                    |
|  |                                    |
|  | Blütenfledermäuse (Glossophaginae) |
|  |                                    |